# Тёгра-Осерёдок
Тёгра-Осерёдок — деревня в Холмогорском районе Архангельской области.

## География
Находится в центральной части Архангельской области на расстоянии приблизительно 93 км на юг по прямой от административного центра района села Холмогоры на левом берегу реки Тёгра.

## История
Известна по крайней мере с XVIII века. В 1859 году здесь (тогда деревня Холмогорского уезда Архангельской губернии) было учтено 16 дворов. До 2015 года входила в Селецкое сельское поселение, с 2015 по 2022 в Емецкое сельское поселение до его упразднения. Когда-то здесь действовала и церковь.

## Население
Численность населения: 100 человек (1859 год), 28 (русские 100 %) в 2002 году, 18 в 2010.